# Bulbophyllum oliganthum
Bulbophyllum oliganthum är en orkidéart som beskrevs av Rudolf Schlechter. Bulbophyllum oliganthum ingår i släktet Bulbophyllum och familjen orkidéer. Inga underarter finns listade i Catalogue of Life.